# ستاره ماشوو
ستاره ماشوو (به لهستانی:  Stare Masiewo) یک روستا در لهستان است که در گمینا ناروکا واقع شده‌است. ستاره ماشوو ۱۵۰ نفر جمعیت دارد.